# David Paterson
David Alexander Paterson (ur. 20 maja 1954 w Nowym Jorku) – amerykański polityk, członek Partii Demokratycznej, były gubernator stanu Nowy Jork.
Paterson, były asystent prokuratora okręgowego w Queens oraz przyszłego burmistrza Nowego Jorku Davida Dinkinsa (w okresie, gdy ten był prezydentem gminy Manhattan), zasiadał w stanowym senacie w latach 1985–2007. W 2003 roku został liderem demokratycznej mniejszości.
Wybrany wicegubernatorem (ang. Lieutenant Governor) w 2006 u boku prokuratora generalnego stanu Eliota Spitzera. Spitzer ustąpił z urzędu gubernatora 17 marca 2008 w wyniku skandalu.
Paterson był pierwszym czarnoskórym gubernatorem Nowego Jorku i zaledwie czwartym czarnym gubernatorem w historii USA. Był też drugim niewidomym gubernatorem (pierwszym był Bob C. Riley z Arkansas).